# Santamartamys rufodorsalis
Vous lisez un « article de qualité » labellisé en 2012.
Genre
Espèce
Synonymes
- Isothrix rufodorsalis J. A. Allen, 1899
(protonyme)
- Diplomys rufodorsalis (J. A. Allen, 1899)

Statut de conservation UICN

 CR B1ab(i,ii,iii) : 
En danger critique
Santamartamys rufodorsalis (syn. Diplomys rufodorsalis), ou rat arboricole à crête rousse, est un rongeur de la famille des Echimyidae. C'est l'unique espèce connue du genre monotypique Santamartamys. Seulement trois spécimens ayant été découverts entre 1898 et 2011, très peu de choses sont connues sur le comportement et la distribution de ce mammifère endémique de la côte de la mer des Caraïbes, en Colombie. Pouvant atteindre 48 centimètres de long depuis la tête jusqu'au bout de la queue, Santamartamys rufodorsalis est un animal nocturne.
Considérée comme une « espèce en danger critique d'extinction » (CR) par l'Union internationale pour la conservation de la nature (UICN) – et inscrite sur la liste des 100 espèces les plus menacées au monde établie en 2012 –, Santamartamys rufodorsalis a été découvert dans les forêts tropicales humides de la Sierra Nevada de Santa Marta dans des localités allant de 700 à 2 000 mètres d'altitude.

## Découverte
Le premier holotype de Santamartamys rufodorsalis, de sexe non défini, est découvert le 24 décembre 1898 par Herbert Huntington Smith, dans la localité d'Ocana, près de Santa Marta, dans le département colombien du Magdalena, au niveau du bassin du río Manzanares. Dans un compte rendu personnel de 1898, Melbourne Armstrong Carriker indique que toutes les collections d'oiseaux et de mammifères sont effectuées par des chasseurs locaux qu'emploie Herbert Huntington Smith ; Ainsi, toute information rattachée à la localité peut ne pas être exacte voire être inexistante. Un deuxième spécimen, également de sexe non défini, est découvert avant 1913 dans la Sierra Nevada de Santa Marta par Carriker. Cependant, alors qu'il est connu pour rédiger des notes détaillées sur les oiseaux et les mammifères qu'il recueille, les informations concernant l'emplacement et la date sont imprécises. Il est supposé que le spécimen de Carriker est issu d'un don ou d'un achat. N'ayant pas recueilli le mammifère par lui-même, il est possible qu'il n'ait pas documenté les données associées à Santamartamys rufodorsalis. Ce spécimen est enregistré en 1913 au musée américain d'histoire naturelle à New York. Par la suite, malgré plusieurs recherches organisées, aucun autre rongeur de cette espèce n'est observé.
Cependant, le 4 mai 2011, au niveau de la Cuchilla de San Lorenzo, dans la réserve naturelle El Dorado située dans la Sierra Nevada de Santa Marta, deux chercheurs volontaires de la fondation ProAves, Lizzie Noble et Simon McKeown, ainsi que Lorenzo Mora, Eudis Bacca et Bertulfo Montero (qui travaillent également pour ProAves), redécouvrent par hasard un jeune spécimen, 113 ans après la description de Carriker,, alors qu'ils étaient venus pour observer des amphibiens en voie d'extinction. Aperçu par les cinq humains vers 21 h 30 (heure locale) à 1 958 mètres d'altitude, aux coordonnées géographiques 11° 06′ 02,93″ N, 74° 04′ 19,36″ O, l'animal, dont le sexe n'a pu être identifié, n'est pas intimidé par leur présence, se laissant photographier et s'approchant jusqu'à moins d'un mètre d'eux. Environ deux heures plus tard, après être probablement resté en haut d'une balustrade en bois, le rongeur fait de nouveau une brève apparition au même endroit.

## Description
Santamartamys rufodorsalis mesure entre 20 et 48 cm de long depuis la tête jusqu'au bout de la queue, celle-ci mesurant entre 18 et 28 cm. Il peut peser jusqu'à 500 g. Le pelage, qui est très doux voire presque laineux, est fourni et long. Les poils de la région dorsale sont d'un roux intense, tirant vers un jaune-roux sur les côtés, y compris ceux de la tête jusqu'au museau. Les poils de la queue sont noirs sur une grande partie de la longueur de l'appendice, devenant blancs aux deux cinquièmes terminaux. Les oreilles, de petite taille et de couleur brun pâle, présentent des touffes de longs poils sur la surface intérieure et sont nues sur la surface extérieure. Il y a également une touffe de longs poils noir entre l'œil et l'oreille et une autre à la base intérieure de l'oreille. Les vibrisses mystaciales et génales, qui peuvent atteindre jusqu'à 5 cm de long, sont fines et relativement courtes. Par ailleurs, il se distingue des autres rongeurs par la bande de fourrure rousse en forme de crinière qu'il a autour du cou.
La surface supérieure des pattes avant et arrière est recouverte d'un pelage gris pâle fauve. Les pattes arrière sont très courtes et larges. Les pieds n'ont pas de petits tubercules entre les coussinets plantaires et le pollux est recouvert par un ongle. Le crâne est court et large. L'os zygomatique, lourd et large, n'est pas arqué latéralement. Les bords supra-orbitaires du crâne sont considérablement développés et la région interorbitale est très large avec des bords presque parallèles. La partie faciale du crâne est très courte, la distance entre les incisives et les séries de molaires étant légèrement inférieure à la longueur de la surface coronaire de la rangée dentaire supérieure. Ce rongeur possède de grands yeux, ce qui est conforme à son comportement nocturne. Il a également deux paires de mamelles latérales sur la bordure abdominale du pelage latéral, au niveau du pelage ventral.
Les jeunes Santamartamys rufodorsalis ont un pelage grisâtre. Lors du passage vers le pelage adulte de couleur roux intense, la séquence de la mue démarre dans la région antérieure et se déplace vers l'arrière, ce qui est typique des rongeurs.

## Comportement, répartition et habitat
Santamartamys rufodorsalis est un rongeur nocturne. Son régime alimentaire est inconnu mais, selon Louise Emmons et François Feer, on peut supposer qu'il se nourrit de matières végétales telles que des fruits ou des graines comme les autres rats arboricoles de la famille des Echimyidae. Ce rongeur est capable de grimper facilement à une surface verticale en bois. Lors de sa redécouverte en 2011, il n'a montré aucune activité vocale lors des deux observations.

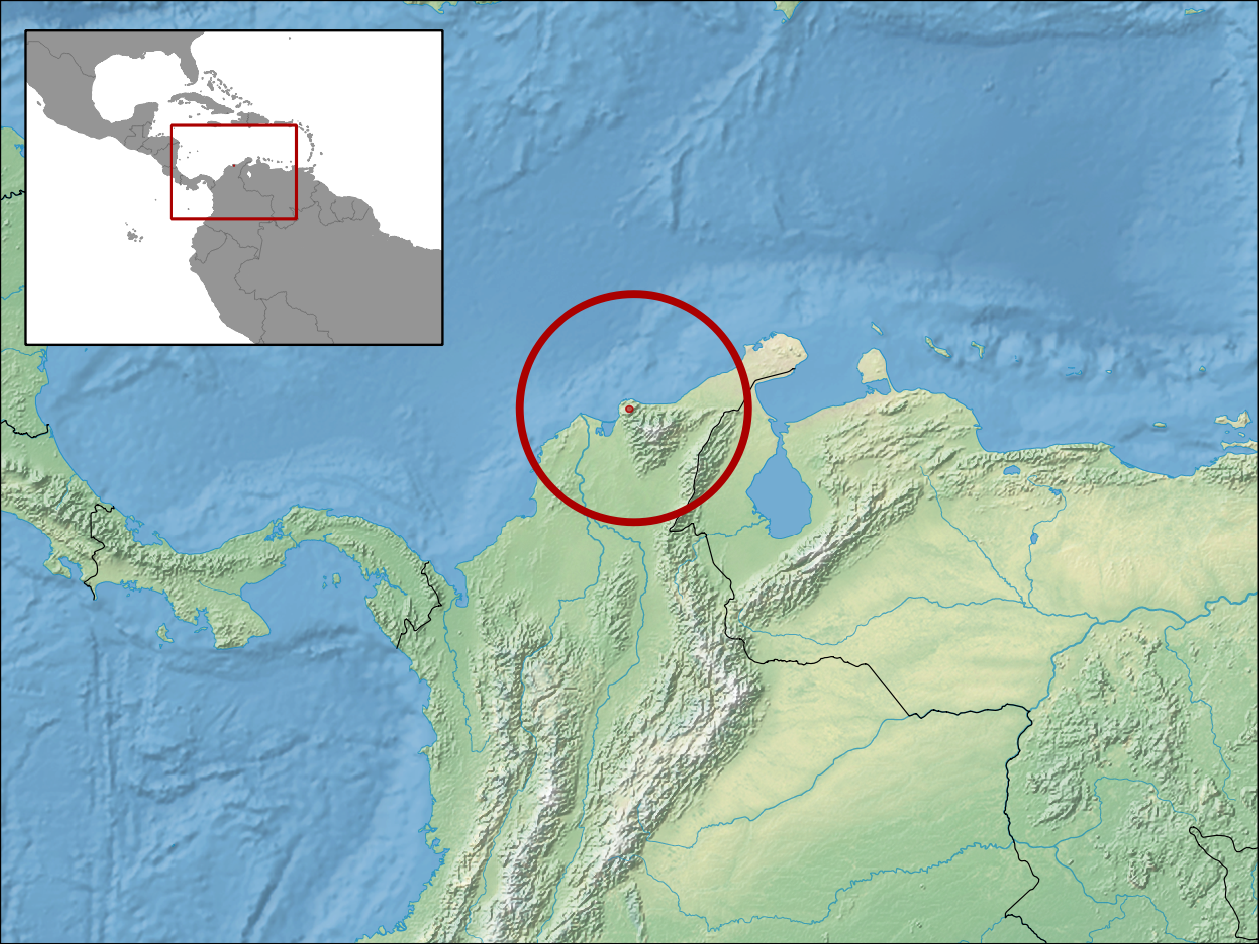
Distribution géographique de Santamartamys rufodorsalis en Colombie : la Sierra Nevada de Santa Marta.

Cette espèce, endémique de Colombie,  a seulement été trouvée dans la Sierra Nevada de Santa Marta, au nord-est du pays, dans des localités situées à une altitude allant de 700 à 2 000 m,. Ce massif montagneux, isolé de la cordillère des Andes et constituant le plus haut massif côtier du monde avec une altitude maximale de plus de 5 700 m par rapport au niveau de la mer, est connu pour avoir des niveaux élevés de biodiversité et d'endémisme en raison de son isolement géographique combiné à des conditions géologiques et climatiques particulières.
L'état de la population de Santamartamys rufodorsalis demeure inconnu mais des rapports du Dr Paul Salaman font état d'une dégradation des terres, et d'une fragmentation de son habitat potentiel qui en résulte. Son habitat et son comportement sont également inconnus en raison du trop petit nombre de spécimens observés et étudiés, bien que l'on ait suggéré qu'il vivait dans les forêts tropicales en montagne et à faible altitude. Les rats du genre Diplomys, genre voisin auquel l'espèce Santamartamys rufodorsalis était précédemment rattachée, nichent habituellement dans des trous d'arbres et sont arboricoles ; ils n'aiment pas parcourir de longues distances.

## Classification

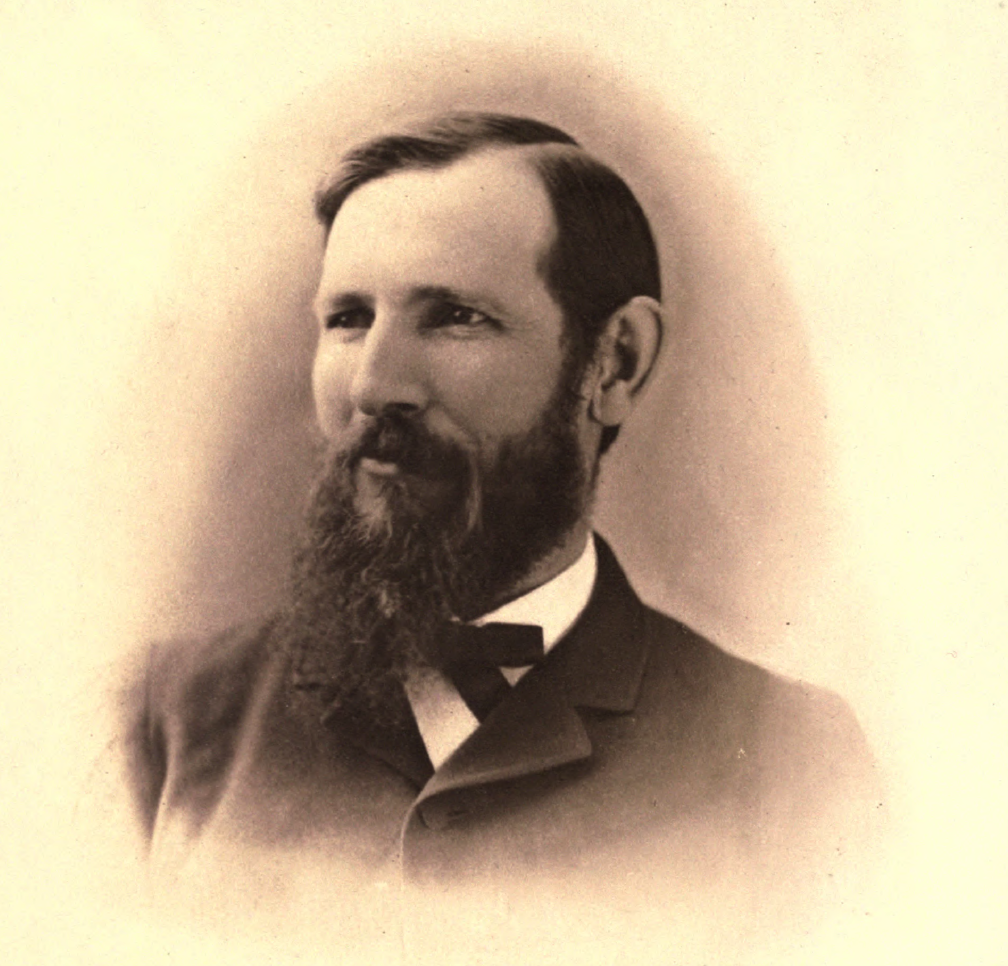
Joel Asaph Allen fut le premier à décrire en 1899 Santamartamys rufodorsalis sous le nom de Isothrix rufodorsalis.

Appelée red crested tree rat en anglais, soit littéralement en français « rat arboricole à crête rousse », cette espèce a originellement été décrite sous le protonyme Isothrix rufodorsalis par le biologiste américain Joel Asaph Allen en 1899, puis replacée dans le genre Diplomys en 1935 par George Henry Hamilton Tate. La sous-famille des Échyminés, à laquelle elle appartient, a été révisée en 2005 par le Dr Louise Emmons du Smithsonian Institution qui a identifié un certain nombre de caractéristiques uniques, ayant abouti à l'instauration du genre monotypique Santamartamys, notant notamment des différences au niveau des dents par rapport aux autres espèces du genre Diplomys.
L'origine du nom de genre Santamartamys se trouve dans le nom de la région où les spécimens furent découverts : la Sierra Nevada de Santa Marta et de mys, signifiant « souris ». L'épithète rufodorsalis provient du latin, rufus et dorsālis signifiant respectivement « roux » (ou « rouge ») et « dorsal », se référant ainsi à la coloration spécifique du corps de ce rongeur.

## Menaces et protection
Santamartamys rufodorsalis a été redécouvert le 4 mai 2011 dans une zone protégée, la réserve naturelle El Dorado située dans la Sierra Nevada de Santa Marta. Fondée le 31 mars 2006, cette réserve s'étend sur 1 024 hectares, à une altitude comprise entre 950 et 2 600 mètres. Il y existe un grand nombre d'espèces endémiques ou menacées d'extinction à des degrés divers, tant au niveau de la faune que de la flore.
En 1990, Emmons déclare que Santamartamys rufodorsalis pourrait être l'un des mammifères néotropicaux les plus rares. L'Union internationale pour la conservation de la nature (UICN) considère en 1996 qu'il s'agit d'une « espèce vulnérable » (VU). En 2008, deux assesseurs de l'UICN, C. Delgado et M. Gómez-Laverde, la classent dans la catégorie « Données insuffisantes » (DD), les informations sur la distribution, l'écologie et l'habitat de ce rongeur étant insuffisantes pour pouvoir évaluer son risque d'extinction,. À la suite d'une réévaluation en 2011, elle est finalement catégorisée en tant qu'« espèce en danger critique d'extinction » (CR) tout en étant inscrite sur la liste des 100 espèces les plus menacées au monde en 2012. Ainsi, Paul Salaman indique qu'une grande partie de la forêt qui constitue l'aire potentielle de l'espèce a été défrichée ou dégradée. L'acquisition de terres dans la région, qui a augmenté en raison de la demande de logements de villégiature, et l'extension de la culture de café sont également quelques-unes des causes de la diminution de l'étendue de l'habitat du rongeur. De plus, une grande partie de la zone potentielle dans laquelle se trouverait Santamartamys rufodorsalis est infestée de chats sauvages, introduits par l'Homme, qui chassent la faune native,. Enfin, les impacts dus aux changements climatiques pourraient être une menace à long terme.